# Жилой дом по улице Станиславского, 7 (Новосибирск)
Жилой дом по улице Станиславского, 7 — здание в Ленинском районе Новосибирска, построенное в 1940 году. Архитекторы — В. М. Тейтель, А. В. Баранский. Памятник архитектуры регионального значения.

## Описание
Асимметричное и близкое к П-образной форме здание занимает угловую часть квартала. Западный фасад выходит на улицу Станиславского, южный фасад расположен по красной линии улицы Пархоменко и обращён к парковой зоне Монумента Славы.
Живописный по цветовому строю и силуэту пяти- семиэтажный дом имеет сложную объёмно-пространственную структуру.
Центр протяжённого южного фасада с фронтально-симметричной композицией — трёхчастная арка в три этажа высотой, средняя часть которой более широкая. Она находится в заглублённом относительно красной линии объёме, который возвышается на два этажа по отношению к остальной массе здания.
Ритмически выразителен центр южного фасада: акцент этой части здания усиливают декоративные тяги, пилястры с лопатками различной широты и высоты, а также большое полукруглое окно, расположенное в уровне шестого этажа.
В выделенных пилястрами и рустовкой углах основных объёмов, закреплённых колоннами с квадратным сечением, находятся угловые лоджии в два этажа высотой.
По всем уличным фасадам между третьим и четвёртым этажами проходит широкий декоративный пояс, исполненный приёмом «поребрик».
Левый фланг дома возвышается на два этажа, выделен рустовкой и пилястрами.
Здание завершается парапетными стенками и столбиками с металлическими решётками.
Внутренняя планировка относится к секционному типу.
Основные габариты здания в плане: 115 × 51 м.
Объект представляет собой интересный пример неоклассического здания, в декоре которого были применены мотивы большого ордера.